# Еліс Вайт
Еліс Вайт (англ. Alice White, при народженні Алва Вайт, Alva White; 24 серпня 1904, Патерсон — 19 лютого 1983, Лос-Анджелес) — американська кіноакторка. 
Здобула освіту в Голівудській вищій школі (Лос-Анджелес), працювала в команді режисера Джозефа фон Штернберга.
1928 року привернула увагу режисера Мервіна Лероя і знялася у фільмах Show Girl (1928) та Show Girl in Hollywood (1930), проте в 1933 її кар'єра була обірвана через конфлікт навколо неї між її тодішнім коханцем актором Ворбертон і майбутнім чоловіком — продюсером Саєм Барлетом.

## Вибрана фільмографія
| Рік  |   | Українська назва                | Оригінальна назва                 | Роль     |
| ---- | - | ------------------------------- | --------------------------------- | -------- |
| 1927 | ф | Морський тигр                   | The Sea Tiger                     | Мануелла |
| 1927 | ф | Сніданок на світанку            | Breakfast at Sunrise              | Лулу     |
| 1927 | ф | Приватне життя Єлени Троянської | The Private Life of Helen of Troy | Едрест   |
| 1927 | ф | Голуб                           | The Dove                          |          |
| 1929 | ф | Вистава вистав                  | The Show of Shows                 |          |
| 1930 | ф | Вдова з Чикаго                  |                                   |          |
| 1949 | ф | Шлях фламінго                   | Flamingo Road                     | Грейс    |